# Die Benefiz-Vorstellung der vier Teufel
Die Benefiz-Vorstellung der vier Teufel ist ein deutsches Stummfilmdrama aus dem Jahre 1920 von A. W. Sandberg nach Herman Bangs Novelle „Die vier Teufel“.

## Handlung
In der Welt des Zirkus und des Varietés gelten harte Sitten. Da müssen eines Tages auch Aimée und ihre Schwester Luise, beides Töchter des Zirkusartisten Cecchi, feststellen, als sie Zeuginnen des „Aufnahme“ zweier elternloser Jungen werden, die hierhin regelrecht verschachert werden. Dies bedeutet fortan Tag für Tag Schläge und Strapazen, Demütigungen und Hunger, grausames Abrichten für ihren Beruf und rücksichtsloses Ausbeuten und das alles nur, um den Wohlstand ihres neuen Herrn und Meisters zu mehren. Während Aimée sich um den Jungen Fritz kümmert, sorgt sich Luise um dessen Bruder Adolf. Die vier Kinder bilden fortan ein eingeschworenes Trapez-Team und werden schließlich als „Die vier Teufel“ eine große Zugnummer für den Zirkus.
Aus einem großen Zusammengehörigkeitsgefühl erwächst bei Aimée schließlich Liebe, zu Fritz. Und er? Er liebt eine andere Frau, eine Gräfin. Die Adelige versucht ihn um den Finger zu wickeln. Schließlich gibt er ihren Bemühungen nach und lässt sich beim Stalldienst gehen. Aimée wird Zeugin von dem Ereignis, und in ihr kocht die Eifersucht hoch. Voller Unruhe beobachtet sie ihn und schleicht ihm eines Tages nach, als sein Weg in die gräfliche Villa führt. Als Aimée glaubt, Fritz an die Konkurrentin verloren zu haben, reift in ihr der Gedanke nach Selbstmord.
Derweil beginnt die ungleiche Liebelei zwischen Fritz und der Gräfin erste Auswirkungen zu zeigen. Fritz verweichlicht, wirkt bei seiner Arbeit im Zirkus unkonzentriert und kraftlos. Oftmals verfehlt er beim Trapezakt seine Partnerin. Als es eines Tages zu einer Benefizvorstellung der vier Teufel kommen soll, will er diesmal den „Todessprung“ ganz ohne Netz wagen, um der Zirkusnummer einen ganz besonderen Reiz zu verleihen. Prompt kommt es wie es kommen muss: Fritz verfehlt die fangenden Hände Aimées und stürzt von der Zirkuskuppel in die Tiefe. Sein Körper schlägt hart auf dem Boden auf und wird zerschmettert. Jetzt endlich sieht Aimée die Gelegenheit kommen, mit ihrem Liebsten wenigstens im Tode vereint zu sein und lässt sich ebenfalls in den Abgrund fallen.

## Produktionsnotizen
Die Benefiz-Vorstellung der vier Teufel entstand in Berlin und passierte die Filmzensur am 24. November 1920. Die feierliche Uraufführung erfolgte zwei Tage später im UFA-Palast am Zoo. In Wien konnte man den Film ab dem 5. Januar 1921 sehen.

## Kritiken
„Der Film ist klasse und zeigt in Inhalt und Ausführung, daß er aus der ‚hohen Schule‘ hervorgegangen ist. (…) Die Regie A. W. Sandberg zeigt hier gleiches Verständnis für Großzügigkeit und Stimmungsmalerei.“

Paimann’s Filmlisten resümierte: „Stoff hochdramatisch, Photos, Spiel und Szenerie ausgezeichnet. (Ein Schlager ersten Ranges.).“

## Weitere Verfilmungen
- Alfred Lind und Robert Dinesen hatten diesen dänischen Stoff in seiner dänischen Heimat bereits 1911 unter dem Originaltitel „De fire djaevle“ erstverfilmt.
- Friedrich Wilhelm Murnau drehte 1928 in Hollywood ein vielbeachtetes Remake unter dem Titel Vier Teufel.